# Jaquette Liljencrantz
Agnes Jacobina Vilhelmina (Jaquette) Liljencrantz, född 4 februari 1845 i Stockholm, död 13 oktober 1920 i Köpenhamn, var en dansk-svensk författare, journalist och kvinnosaksaktivist, engagerad i socialistisk politik och press.

## Liv och verk
Jaquette Liljencrantz växte upp i en pietistisk högadlig familj som hon revolterade mot och vid 24 års ålder rymde hon till Köpenhamn. Där inledde hon ett förhållande med den norska medicinstudenten Anton Gjerding (1852–1907), som hon fick ett barn med, fött i hemlighet i Heidelberg. Sonen Anton dog emellertid efter kort tid. Gjerding gjorde slut på förhållandet och hon reste till Norge för att spåra upp honom. Därefter skrev hon anklagelseskriften Stud. Med. Anton Gjerdings forhold til J. L. – fremstillet av hende selv (1875–1876). 
Hon bodde i Kristiania 1874–1875, där hon bekantade sig med Aasta Hansteen och fördjupade sitt engagemang i kvinnosaken. Tillsammans grundade de kvinnoföreningen Nemesis. Hansteen engagerade sig starkt i Liljencrantz kampanj mot Gjerding. Efter att hon hade kommit tillbaka till Köpenhamn 1875 skrev Liljencrantz teaterstycket Den ugifte Kvindes juridiske Stilling, som föregrep den senare danska  lagstiftningen om oäkta barns rättsliga status. 1882 utgav hon anonymt Nogle Ord om befolkningsspørgsmaalet af en Kvinde.
År 1875 blev Liljencrantz anlitad av den danska tidningen Social-Demokraten som dess första kvinnliga journalist, och året efter blev hon ledare för Den frie kvindelige Forening (DFKF). Hon var en stark röst i striden för kvinnors rösträtt och blev 1876 som enda kvinna invald i centralstyret i det danska partiet Socialdemokratiet. 1877 rymde partiledaren Louis Pio till USA. Som hans stöttepelare hamnade Liljencrantz i en svår ekonomisk situation, eftersom hon hade lånat honom en betydande summa pengar. Hon gjorde upp med honom i skriften Louis Pios Færd mod J.L, som gavs ut samma år. Partiet splittrades och hon förlorade sin ledande positionen och kom i opposition till partiet.
Hon engagerade sig därefter i högre grad i det journalistiska arbetet och grundade tidningen Minerva. Därefter var hon medarbetare vid flera kortlivade tidningar, som Herolden, Den radikala Socialist och Den radikale. Den sista var hon även medutgivare av. Från 1884 var hon utgivare av Den nya Socialist och blev därmed den första kvinnliga tidningsutgivaren i Danmark. Hennes man Carl Vilhelm Rasmussen blev hennes medarbeider, och senare även redaktör. Efter hans död 1894 blev hon ensam ansvarig för deras son. Då hade hon förlorat sin politiska och samhälleliga position; hon författade några bittra memoarer som aldrig gavs ut.

## Familj
Jaquette Liljencrantz var dotter till greve Gustaf Fredric Liljencrantz, förste hovmarskalk och landshövding i Stockholms län, och hans hustru friherrinnan Johanna Jacobina Eleonora Stjernstedt. Hon var yngst av fem syskon. Bland syskonen fanns förbundsgrundaren Lotten von Plomgren och politikern greve Johan Liljencrantz den yngre. Den 23 oktober 1884 gifte hon sig med journalisten Carl Vilhelm Rasmussen (1827–1894). Makarna fick sonen Gustaf 1885.